# ديكولوس (قديس)
ديكولوس (اللاتينية: Deicolus؛ ويُعرف أيضًا باسم ديكول أو دومغال، ولد حوالي سنة 530 – 18 يناير 625) هو قديس مكرّم في كل من الكنيسة الكاثوليكية والكنيسة الأرثوذكسية الشرقية. كان الأخ الأكبر للقديس غال، وهو أحد الرهبان الأيرلنديين الذين ساهموا في نشر المسيحية في غاليا خلال القرن السابع.

## الحياة المبكرة
وُلِد ديكولوس في أيرلندا حوالي عام 530، في فترة كانت فيها المسيحية تتوسع بقوة في الجزر البريطانية. تلقى تعليمه الرهباني المبكر في أحد الأديرة الأيرلندية التي اشتهرت آنذاك بالصرامة في الحياة الروحية.

## الرسالة في غاليا
سافر ديكولوس إلى غاليا (فرنسا حاليًا) برفقة القديس كولومبانوس ورفاقه المبشرين، وكان له دور كبير في تأسيس الحياة الرهبانية في المنطقة. بعد أن اضطر كولومبانوس لمغادرة دير لوكسوي بسبب الخلافات مع السلطات، بقي ديكولوس في لوريان حيث أسس ديرًا هناك وأصبح أول رئيس له.

## المعجزات والعبادة
نُسبت إلى ديكولوس عدة معجزات أثناء حياته وبعد وفاته، منها شفاء المرضى بصلواته. أصبح ديره في لوريان مقصدًا للحجاج، وحافظ على تأثيره الروحي في المنطقة حتى بعد وفاته.

## الوفاة والتكريم
توفي ديكولوس في 18 يناير 625، ودُفن في دير لوريان. يُحتفل بعيده في 18 يناير من كل عام في كل من الكنيسة الكاثوليكية والكنيسة الأرثوذكسية الشرقية.

## الإرث
ظل اسم ديكولوس مرتبطًا بالحركة التبشيرية الأيرلندية في القارة الأوروبية، ولا يزال ديره القديم في لوريان يحمل ذكراه حتى اليوم، كما توجد كنائس وأماكن في فرنسا وسويسرا تحمل اسمه.